# Oryzomys couesi
Oryzomys couesi is een zoogdier uit de familie van de Cricetidae. De wetenschappelijke naam van de soort werd voor het eerst geldig gepubliceerd door Alston in 1877.
Oryzomys couesi heeft een kop-romplengte van 10 tot 14 cm, een staartlengte van 11 tot 15 cm en een gewicht van 43 tot 82 gram. De soort leeft in wetlands en mangrovebossen van zeeniveau tot 2.000 meter hoogte van zuidelijk Texas tot het noordwesten van Colombia. Oryzomys couesi is een nachtactief knaagdier dat goed kan zwemmen en klimmen. Zaden, schaaldieren en insecten zoals rupsen, mieren en kevers vormen zijn voedsel.